# Серда
Серда (валенс. Cerdà (офіційна назва), ісп. Cerdá) — муніципалітет в Іспанії, у складі автономної спільноти Валенсія, у провінції Валенсія. Населення — 371 особа (2010).

## Географія
Муніципалітет розташований на відстані близько 310 км на південний схід від Мадрида, 55 км на південь від Валенсії.

## Демографія
Динаміка населення (INE ):

## Галерея зображень

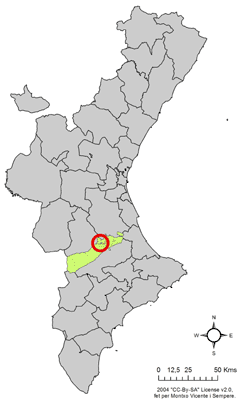
Розташування муніципалітету Серда у автономній спільноті Валенсія
Розташування муніципалітету Серда у комарці Ла-Костера